# استفان شچوروفسکی
استفان شچوروفسکی (انگلیسی: Stefan Szczurowski؛ زادهٔ ۱۷ آوریل ۱۹۸۲) قایقران روئینگ اهل استرالیا است.